# Talara violaceogriseus
Talara violaceogriseus là một loài bướm đêm thuộc phân họ Arctiinae, họ Erebidae.